# 劉祖漢 (1894年)
劉祖漢（1894年—1985年），学名西屏，男，浙江奉化人，中華民國政治、軍事人物。

## 生平
清光緒二十年，生於浙江省奉化縣大桥镇北街村一個士绅家庭。早年在奉化凤麓学堂唸書，與周淡游、王恩溥、何禄山、俞镇臣、朱孔阳、陈泉卿等交好，是是“凤麓十兄弟”之一。毕业于浙江讲武学堂。1914年赴日本留學，入讀明治大学，翌年回國。1921年，任粤军东路军工兵大队长。後入黃埔軍校，經孫中山任命，與赵澄志等任招兵委員。1925年，参加蔣介石討伐陳炯明叛變之东征。白沙戰役中，因保護蒋介石而左臂中弹致残，做了截肢手術。蒋因此送他再次赴日本養傷进修。回國後旋任广东省惠阳县县长，今惠州市市長相當。
國民革命軍北伐初期，任國軍第二十六军第一师党代表，兼任政治部主任。后歷任两浙缉私统领，中華民國財政部皖南缉私局长，浙江省内河水上警察局长等职。
1944年，當選奉化县临时参议会议长。
1949年，移居台湾。1985年，病逝於台北，享耆壽91歲。

## 故居
1949年後，刘祖汉旧居被奉化地方接管徵用。2008年，浙江省文物普查時發現。刘祖汉台灣后人曾拜訪故居。據劉氏後人，劉生前曾回憶，蔣介石少年時愛好舞龍。